# Martín Miguel de Güemes
Martín Miguel de Güemes (Salta, 8 febbraio 1785 – Cañada de la Horqueta, 17 giugno 1821) è stato un militare argentino.
Caudillo della provincia di Salta, fu uno dei protagonisti della lotta per l'indipendenza dell'Argentina dalla Spagna.

## Biografia
Nato da padre spagnolo e madre creola, Güemes crebbe a Salta in un ambiente colto e benestante. Completò gli studi preso il Colegio de San Carlos di Buenos Aires. Intrapresa la carriera militare si distinse nella lotta contro le invasioni inglesi guidando una carica di cavalleria contro un vascello nemico. In seguito alla Rivoluzione di Maggio Güemes si unì allo schieramento patriottico arruolandosi nell'Esercito del Nord, venendo inquadrato in uno squadrone di gauchos a cavallo. Durante la spedizione diretta verso l'Alto Perù si segnalò nella vittoriosa battaglia di Suipacha contro i realisti. Il 18 gennaio 1812 riconquistò la città di Tarija catturando un'ingente numero di armi e uomini. Fu poi trasferito a Buenos Aires per motivi disciplinari per ordine del nuovo comandante dell'Esercito del Nord Manuel Belgrano.
Nel 1815 Güemes rientrò a Salta dove addestrò i gauchos alla guerriglia contro gli eserciti realisti che minacciavano le frontiere settentrionali della provincia. In questa fase entrò in conflitto con il comandante dell'esercito del nord José Rondeau il quale aveva preteso rifornimenti di armi e munizioni proprio dagli uomini di Güemes. Dopo l'invio di truppe di rinforzo da Buenos Aires venne finalmente raggiunto un accordo che garantiva al caudillo il comando sui gauchos di Salta.
Güemes riprese la lotta contro i realisti nel 1817, quando le truppe del maresciallo José de la Serna e Hinojosa calarono su Salta dalle roccaforti dell'Alto Perù. Il 1º marzo egli guidò un vittorioso contrattacco contro gli spagnoli a Humahuaca, dopodiché fece ritirare i suoi uomini verso sud combinando una serie di azioni di guerriglia con la tattica della terra bruciata. I realisti arrivarono a Salta il 16 aprile, ma di fronte alla tenace resistenza degli uomini di Güemes e della popolazione della città, unita alle notizie delle vittorie di José de San Martín a Chacabuco indussero de la Serna a ritirarsi definitivamente verso nord. Mesi più tardi gli spagnoli, guidati da Pedro Antonio Olañeta, invasero nuovamente le regioni settentrionali non riuscendo però a spingersi oltre Jujuy. Grazie ad un'efficace guerriglia, resa possibile grazie al sostegno delle popolazioni civili, Güemes riuscì a controllare una vasta zona a cavallo della cordigliera andina che estendeva da Atacama, a Tarija sino a Chichas. Nel 1818 una spedizione spagnola guidata dai generali Olañeta e Valdés.
Nel 1819 il nord-ovest dell'Argentina venne nuovamente invaso da un esercito realista. Güemes, abbandonato dalle autorità di Buenos Aires e dai suoi antichi alleati, si ritrovò così ad affrontare i nemici con pochissime risorse. Per reperire fondi il caudillo iniziò a imporre pesanti tributi all'aristocrazia agraria di Salta. L'anno seguente poi un nuovo corpo di spedizione spagnolo, comandato dal generale Juan Ramírez Orozco, invase il nord-ovest venendo però respinto ancora una volta da Güemes. 
Con lo scoppio delle guerre civili argentine anche il nord-ovest venne dilaniato da una serie di conflitti tra le varie province. Nel 1821 il governatore di Santiago del Estero Juan Felipe Ibarra chiese aiuto a Güemes contro il caudillo di Tucumán Bernabé Aráoz. La spedizione terminò nella disastrosa battaglia di Rincón de Marlopa del 3 aprile dello stesso anno. Di fronte alle perdite e alle richieste di denaro per finanziare le milizie provinciali, i latifondisti di Salta ordirono un colpo di mano all'interno del cabildo, dichiararono decaduto Güemes dalla carica di governatore e s'accordarono con il generale realista Olañeta per consegnargli la provincia. Saputo quanto occorso Güemes fece ritorno in città prendendone possesso pacificamente e perdonando i suoi oppositori. Ciò nonostante gli spagnoli allestirono una sesta spedizione volta a conquistare il nord-ovest argentino.
La sera del 7 giugno un'avanguardia spagnola comandata dal colonnello José María Valdés fece improvvisamente il suo ingresso a Salta ingaggiando un conflitto a fuoco con Güemes ed i suoi uomini. Il caudillo, malato di emofilia, fu ferito ad una spalla e fu costretto a fuggire in una fattoria nei dintorni della città dove ricevette le prime cure. Nei giorni seguenti Güemes rifiutò un salvacondotto offertogli dagli spagnoli per raggiungere Buenos Aires. Morì il 17 giugno.
Poche settimane dopo i suoi gauchos, comandati da Jorge Enrique Vidt, costrinsero gli spagnoli ad evacuare Salta. Quella del 1821 fu l'ultima invasione realista del nord-ovest dell'Argentina. I resti di Güemes riposano nella cattedrale di Salta.

## Omaggi
A Salta un monumento equestre costruito tra il 1920 ed il 1931 ricorda Güemes. A Buenos Aires è stato eretto un monumento in plaza Chile ed è stata dedicata una piazza nel quartiere di Palermo. La cittadina di General Güemes nella provincia di Salta è stata intitolata alla memoria del caudillo.

## Collegamenti esterni

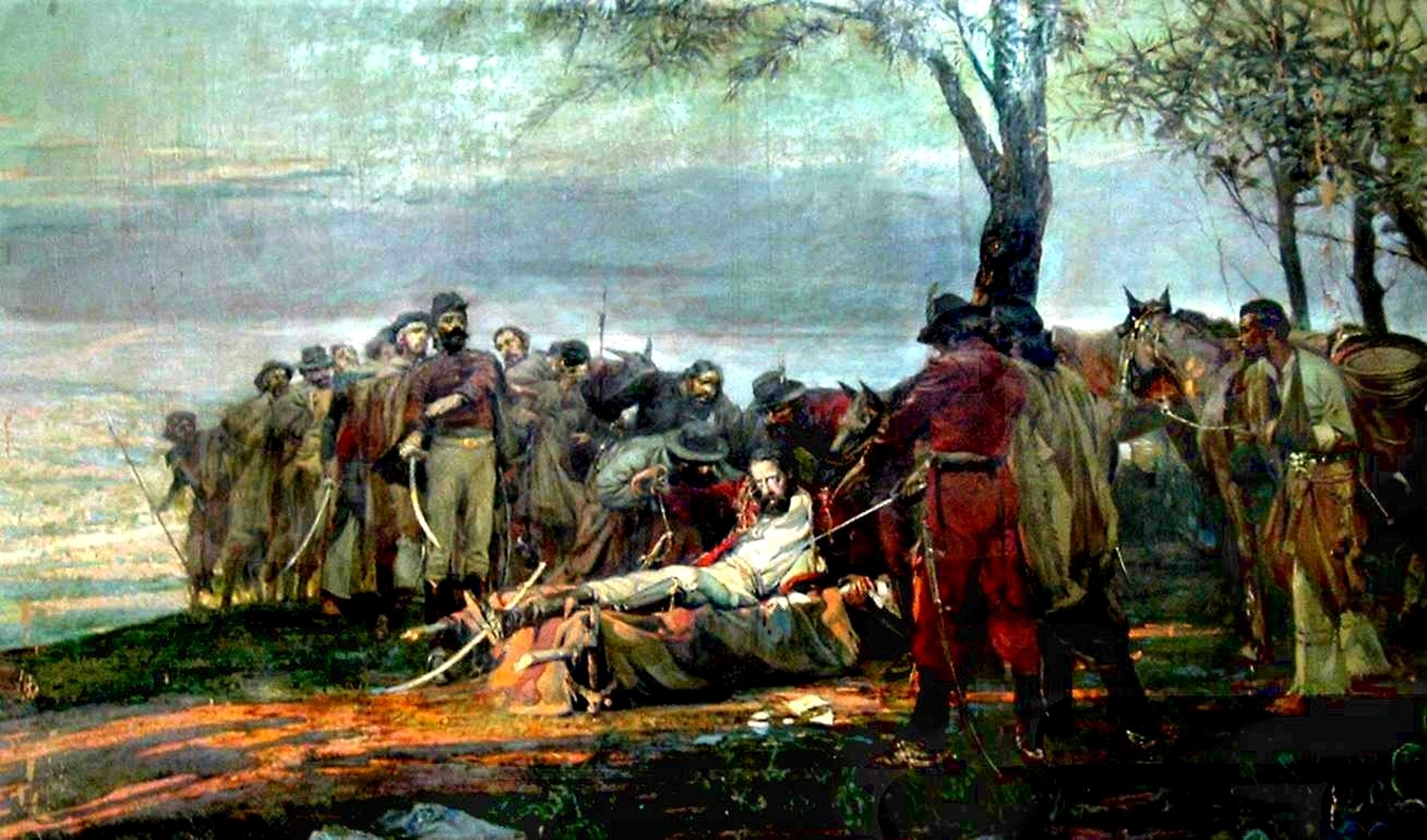
Morte di Martín Miguel de Güemes, opera di Antonio Alice (1910).